# KEMURI (バンド)
KEMURI（ケムリ）は、日本のスカパンクバンド。自らのバンドスタイルを「P・M・A（Positive Mental Attitude - 「肯定的精神姿勢」）」と称している。

## 経歴
- 1995年に元Paninoの伊藤、田中、霜田、元Aggressive Dogsの津田、現BACK DROP BOMBの有松益男と結成。後にバンド名を「KEMURI」とする。伊藤が渡米を繰り返ししながらデモテープを地元レコードに売り込みするなど、現地ミュージシャンとの交流を深めた。
- 1996年に米で発売された2枚のコンピレーション・アルバムに参加。平谷がメンバー加入。Roadrunner Japanと契約する。5月ドラムの有松益男が脱退。
- 1997年、レコ発ライヴのチケットは即時完売し、ライヴ中には、酸欠による30分間のインターバルを入れるというハプニングも起こした。霜田、田中が脱退。増井，桧田がメンバー加入。
- 1998年 南、森村、コバヤシがメンバー加入。桧田が脱退。米でのSKA AGAINST RACISMツアーに参加。日本での初の全国ツアーも全公演完売となる。
- 1999年、初のフランス・ツアーを敢行。
- 2000年、最長の全国ツアーを敢行。増井が脱退。
- 2003年9月21日、翌日の郡山公演に向かう際に、森村の運転する機材車が横転、後続車が衝突する事故が発生する。車外へ放り出された森村は頭を強打し病院へ搬送されるも死亡。また同じく放り出された平谷は骨盤など全身7ヶ所を骨折し重傷[1]。無期限の活動休止となる。
- 2004年3月、KEMURIの活動再開発表と伊藤がソロ活動を開始。5月にニューアルバムのレコーディング開始。7月のフジロックフェスティバルにて復活後初ライヴを敢行。
- 2005年〜、ライヴ活動とリリースを勢力的に活動。
- 2007年1月、解散発表。

12月9日、ZEPP TOKYOでのライブを最後に解散。その模様は「CSフジテレビ721」にて生中継された。
- 2012年9月の「AIR JAM2012」への出演と再結成が発表された。
- 2013年6月5日、ニューアルバム「ALL FOR THIS」をリリース。
- 2015年10月、それまでサポートメンバーであった須賀が正式メンバーとして加入。
- 2019年10月、仕事量増加のため須賀がサポートメンバーに回り、増井がサポートプレイヤーとして再参加[2]。
- 2021年3月、増井が2月に緊急搬送され、回復に専念するため、予定していたツアー参加をできなくなったこと、須賀がサポートミュージシャンという形でカムバックすることが発表された[3]。
- 2021年12月、平谷、コバヤシ、河村がバンドを卒業[4]。

## メンバー
- 伊藤ふみお（Vo、1966年8月22日 - 、獅子座、AB型）

オリジナルメンバー。
解散後はソニー・ミュージックアーティスツに移籍。ソロ・プロジェクトを始動。2008年3月、東京スカパラダイスオーケストラのアルバム「Perfect Future」にゲストボーカルとして参加。同9月には、上田現のトリビュートアルバム「Sirius〜Tribute to UEDA GEN〜」で「夢のブランコ」をカバー。また、2009年6月公開の映画「真夏のオリオン」で俳優デビュー。2009年10月21日にソロアルバム「MIDAGE RIOT」をリリース。2012年にソニー・ミュージックアーティスツとのマネジメント関係は打ち切った。
- 津田紀昭（Ba、1967年7月4日 - 、蟹座、B型）

オリジナルメンバー。KEMURIのほとんどの楽曲を作曲。元Aggressive Dogsのメンバー。
解散後、「THE REDEMPTION」で活動。
- 田中幸彦（Gt）

オリジナルメンバー。1997年12月末に脱退。2013年に再加入。
- 須賀裕之（Tb、1982年 - 、千葉県出身）

解散前からサポートで参加。再結成後もサポートメンバーを務め、2015年10月5日に正式メンバーとして加入。2023年時点ではサポートミュージシャンという形で参加。
SMAP、堂本光一、JUJU、ももいろクローバーZなど多くのアーティストのレコーディングやツアーに参加したことがある。。

## 旧メンバー
- 南英紀（Gt、1970年10月26日 - 、蠍座、A型）

1998年12月に加入。またスカパンクバンドBRAVO★BROTHERSとしても活動している。
解散後、2008年よりKen Yokoyama率いるKen Bandに加入。2013年に脱退。
- 霜田裕司（Tb、1969年12月1日 - 、射手座、O型）

オリジナルメンバー。1997年に脱退するも、ホーンアレンジやサポート等で解散まで関わっていた。解散ライブでは、ゲストとしてステージに登場し演奏した。
2009年より津田紀昭とREDEMPTION 97で活動を開始するも翌年脱退。現在は伊藤のソロを始め、様々なアーティストのサポート等で活動。
- 増井朗人（Tb）

1997年12月に加入。2000年に体調不良を理由に脱退。ex.MUTE BEAT。
療養を経て、現在はコバヤシケンとAIR'S ROCKを結成して活動、2010年からREDEMPTION 97に加入している。またレピッシュの不動のサポートとしても活躍。
- 桧田タケフミ （T.sax）

1997年12月に加入するも翌年1月に脱退。
- 森村亮介（Tp）

1998年に加入。
2003年9月21日、ツアー移動中の交通事故により急逝。アルバム『CIRCLES』の収録曲「白いばら」は彼の為に作られた。
- 有松益男（ドラム）

1995年 8月KEMURI結成時のメンバー&初代ドラマー。
1995年 12月/BACK DROP BOMBに加入。
1996年 5月/KEMURI脱退。
- 平谷庄至（Dr、1965年10月22日 - 、天秤座、A型、北海道札幌市出身）

1996年に加入。元Han-naのメンバー。
解散後、「SFN」、「Ayumo&KYC」、「Happy Aliens」を結成。サポート活動の他、音楽学校でのドラム講師として活動。
2021年12月卒業。
- コバヤシケン（小林健、T.Sax、1969年6月9日 - 、双子座、AB型）

1998年3月に加入。通称コバケン。KEMURI関連Tシャツの手配、物販なども担当。
解散後、増井朗人と共にAIR'S ROCKを結成して活動中。また、UNSCANDALのサポートや西麻布328での「KOBAK'S」をはじめとしたイベントでDJも行っている。
2021年12月卒業。
- 河村光博（Tp、1974年12月29日 - 、A型、山口県豊浦郡出身）

通称MITCHY。元POTSHOTのメンバーであり、「CIRCLES」から解散までサポートで参加。
再結成後もサポートメンバーを務め、2015年10月5日に正式メンバーとして加入。
2021年12月卒業。

## ディスコグラフィー

### シングル
| #  | タイトル                   | 作詞     | 作曲     | 時間  |
| -- | -------------------------- | -------- | -------- | ----- |
| 1. | 「along the longest way…」 | 伊藤史生 | 津田紀昭 | 3:01  |
| 2. | 「birthday」               | 伊藤史生 | 平谷庄至 | 2:34  |
| 3. | 「Deepest river」          | 伊藤史生 | 田中幸彦 | 10:42 |

| #  | タイトル                           | 作詞     | 作曲                                             | 時間 |
| -- | ---------------------------------- | -------- | ------------------------------------------------ | ---- |
| 1. | 「PMA (Positive Mental Attitude)」 | 伊藤史生 | 津田紀昭                                         | 2:50 |
| 2. | 「Heart Beat」                     | 伊藤史生 | 津田紀昭                                         | 3:25 |
| 3. | 「Father's Mountain」              |          | 増井朗人                                         | 2:46 |
| 4. | 「Ato-Ichinen(live)」              | 伊藤史生 | 伊藤史生・津田紀昭・田中幸彦・霜田裕司・平谷庄至 | 4:14 |

| #  | タイトル                | 作詞     | 作曲             | 時間 |
| -- | ----------------------- | -------- | ---------------- | ---- |
| 1. | 「kirisame」            | 伊藤史生 | 津田紀昭・小林健 | 3:00 |
| 2. | 「Scream for my dream」 | 伊藤史生 | 南英紀・森村亮介 | 3:00 |
| 3. | 「Slow lights」         |          | 小林健           | 2:00 |

| #  | タイトル                                                      | 作詞     | 作曲     | 編曲     | 時間 |
| -- | ------------------------------------------------------------- | -------- | -------- | -------- | ---- |
| 1. | 「in the perfect silence」                                    | 伊藤史生 | 南英紀   | 森村亮介 | 3:02 |
| 2. | 「波濤(日本語別詞ヴァージョン based on“one life,no regret")」 | 伊藤史生 | 津田紀昭 | 森村亮介 | 3:12 |
| 3. | 「Toe to toe」                                                |          | 森村亮介 | 森村亮介 | 5:04 |

| #  | タイトル                  | 作詞       | 作曲               | 編曲                             | 時間 |
| -- | ------------------------- | ---------- | ------------------ | -------------------------------- | ---- |
| 1. | 「five o'clock at night」 | 伊藤ふみお | ツダノリアキ       | ツダノリアキ・モリムラリョウスケ | 1:56 |
| 2. | 「song for my “F"」       |            | モリムラリョウスケ | モリムラリョウスケ               | 2:48 |

| #  | タイトル               | 作詞       | 作曲                 | 時間 |
| -- | ---------------------- | ---------- | -------------------- | ---- |
| 1. | 「葉月の海」           | 伊藤ふみお | 津田紀昭             | 2:33 |
| 2. | 「PART TO PLAY」       | 伊藤ふみお | 津田紀昭             | 3:35 |
| 3. | 「ONE STRAIGHT PUNCH」 | 伊藤ふみお | 平谷庄至・伊藤ふみお | 3:04 |
| 4. | 「濁世の水」           | 伊藤ふみお | 南英紀               | 3:39 |

| #  | タイトル                      | 作詞       | 作曲        | 時間 |
| -- | ----------------------------- | ---------- | ----------- | ---- |
| 1. | 「サラバ アタエラレン」       | 伊藤ふみお | 津田紀昭    | 3:34 |
| 2. | 「Crappy Go Happy」           | 伊藤ふみお | 田中'T'幸彦 | 2:05 |
| 3. | 「Dancing in MOON LIGHT」     | 伊藤ふみお | 津田紀昭    | 4:24 |
| 4. | 「PAIN 〔Electric Version〕」 | 伊藤ふみお | 田中'T'幸彦 | 3:25 |

### アルバム

#### 限定生産
1. Little Playmate（2007年12月5日）
2. 77 Days（2007年12月5日）
3. 千嘉千涙(senka-senrui)（2007年12月5日）
4. emotivation（2007年12月5日）
5. ALIVE -Live Tracks from The Lasts Tour "our PMA 1995〜2007"-（2008年3月5日）オリコン69位

### 参加作品
| 発売日         | タイトル                                                           | 規格品番   | 収録曲                                                       | 備考                       |
| -------------- | ------------------------------------------------------------------ | ---------- | ------------------------------------------------------------ | -------------------------- |
| 1998年8月1日   | AGGRESSIVE DOGS/KEMURI SPLIT                                       | KOGA-053   | 5. RAINNY SATURDAY / KEMURI 6. LIVE UP TO YA RIGHTS / KEMURI | K.O.G.A Records            |
| 1999年04月10日 | RESPECTABLE ROOSTERS-a tribute to the roosters-                    | COCP-50061 | 1.One More Kiss                                              | ヒートウェーヴ             |
| 2000年11月29日 | TRIBUTE TO BAD BRAINS                                              | TOCT-24488 | 20.I Against I                                               | TOSHIBA EMI                |
| 2003年1月29日  | PROJECT M@SSIVE 〜万引きシバク〜                                   | TOCT-24919 | 1. rockin'                                                   | EMI ミュージック・ジャパン |
| 2003年03月26日 | BPR5000 〜BURST TRACKS〜                                           | RRCA-29013 | 3.the rhythm                                                 | Roadrunner Japan           |
| 2003年07月09日 | パンクロック・バトルロイヤル-ヘッドロックナイト・コンピレーション- | WPCL-10009 | 2. P.M.A（Positive Mental Attitude）                         | HEADROCK records           |
| 2005年11月23日 | The Basement Tracks 10YEARS SOUNDTRACK OF 7STARS                   | TFCC-86188 | 7. Beautiful World                                           | Toy's Factory              |
| 2014年09月03日 | STRANGER THAN SKA                                                  | CTCD-20006 | 1.I am proud 18.Mr. SMILING                                  | ONECIRCLE                  |

## ミュージックビデオ
| 監督             | 曲名 |
| ---------------- | --- |
| UGICHIN          | 「Broken wine glass,lonely night」「Jojou no uta」「PART TO PLAY」「PMA」「Standing in the rain」「five o'clock at night」「kirisame」「our PMA」「白いばら」「白いばら (LIVE Ver.)」「葉月の海」 |
| 衛藤薫織         | 「Ato-Ichinen 2002」 |
| Tomoyuki Kujirai | 「ROCK AND ROLL ALL NITE」 |
| 河原志乃         | 「鉛の花 -Live & Document version-」 |
| 不明             | 「Ato-Ichinen」「New Generation 2005」「Workin' Dayz」「along the longest way」「in the perfect silence」「New Generation(LIVE)」「PMA(LIVE)」                                                    |

## 主なライブ

### ワンマンライブ・主催イベント
- 2002年 - emotivation vol. 2
- 2002年 - KEMURI TOUR "KEMURI"
- 2005年 - KEMURI 10th Anniversary DAY1
- 2005年 - KEMURI TOUR 2005 「Squid Therapy」
- 2007年 - KEMURI presents SKAPUNK SHOW 2007
- 2007年 - KEMURI Last Tour "our PMA 1995-2007"
- 2007年 - LAST UP IN SMOKE
- 2007年 - KEMURI 「EXTRA SHOW with DO THE SKA!!」
- 2012年11月19日〜11月28日 - KEMURI TOUR 2012 〜REUNION〜
- 2013年5月14日 - KEMURI x ARIMINO presents CHARITY LIVE 2013 "YOUGO"「復活」
- 2013年6月1日〜6月2日 - KEMURI TOUR 2013 「SPRING」
- 2013年6月14日〜9月29日 - KEMURI TOUR 2013「ALL FOR THIS !」
- 2013年12月20日 - KEMURI presents "GENERATION x GENERATION"
- 2014年5月9日〜5月31日 - KEMURI TOUR 2014 "KEMURIFIED"
w/SKALAPPER / FREE KICK / おひつじ座流星群 / ATATA / The Convictions / The Gelugugu / HEY-SMITH
- 2014年9月2日 - KEMURI Presents skapunk show! 「SKA BRAVO DAY 1 ～DAY OF SUPER BRITOS～」
w/SKALL HEADZ / FEELFLIP / The Bruce Lee Band
- 2014年9月3日 - KEMURI Presents skapunk show! 「SKA BRAVO DAY 2 ～DAY OF SUPER NACHOS～」
w/Ska Freaks / The Bruce Lee Band / COQUETTISH
- 2014年10月12日〜2015年03月14日 - KEMURI TOUR 2014-2015 RAMPANT
w/SKALAPPER / Ska Freaks / THE CHERRY COKE$ / DALLAX / FREE KICK / RADIOTS / ROSALIND / SEVEN STEP / SHANK / SiM / SNAIL RAMP / The Redemption / THE STARBEMS / おひつじ座流星群
- 2015年4月 - KEMURI U.S. TOUR 2015
- 2015年9月16日 - 20th ANNIVERSARY 「TANPAN-NIGHT」
- 2015年9月25日〜9月27日 - KEMURI 20th Anniversary Japan Tour "SKA BRAVO"
w/Less Than Jake / Reel Big Fish / Skankin' Pickle
- 2015年10月4日〜2016年1月30日 - 20th Anniversary Tour 2015「F」
w/NAMBA69 / 10-FEET / COQUETTISH / MONGOL800 / RIZE / SHANK / U CAN'T SAY NO! / サンボマスター
- 2016年5月25日 - POSITIVE MENTAL CREW LIMITED LIVE Vol.1
- 2016年8月24日〜8月26日 - KEMURI presents "SKA BRAVO 2016"
w/Streetlight Manifesto
- 2016年9月 - KEMURI WORLD TOUR 2016
- 2017年4月 - KEMURI TOUR 2017 "FREEDOMOSH"
- 2017年11月 - "FREE SHOW!" ~SKA BRAVO SPECIAL TOUR 2017~
- 2018年3月 - KEMURI TOUR 2018【Ko-Ou-Doku-Mai】

### 出演イベント
- 1998年08月02日 - FUJI ROCK FESTIVAL '98
- 1999年07月25日 - Sky Jamboree 1999 〜one pray in nagasaki〜
- 2000年07月29日 - FUJI ROCK FESTIVAL '00
- 2000年08月12日 - Sky Jamboree 2000 〜勇気・自由・解散〜
- 2001年07月27日・28日 - FUJI ROCK FESTIVAL '01
- 2001年08月11日 - Sky Jamboree 2001
- 2001年08月18日 - RISING SUN ROCK FESTIVAL 2001 in EZO
- 2001年10月14日 - 朝霧JAM 2001
- 2002年07月20日 - KIRIN SOUND TOGETHER POP HILL '02
- 2002年08月10日 - Sky Jamboree 2002 〜one pray in nagasaki〜
- 2002年08月16日 - RISING SUN ROCK FESTIVAL 2002 in EZO
- 2003年07月26日 - FUJI ROCK FESTIVAL '03
- 2003年08月10日 - Sky Jamboree 2003 !!gan 顔晴れ bare!!
- 2003年08月16日 - RISING SUN ROCK FESTIVAL 2003 in EZO
- 2004年07月30日 - FUJI ROCK FESTIVAL '04
- 2004年08月14日 - RISING SUN ROCK FESTIVAL 2004 in EZO
- 2004年08月22日 - Sky Jamboree 2004 〜夢合わせ〜
- 2005年04月29日 - ARABAKI ROCK FEST.04292005
- 2005年07月31日 - FUJI ROCK FESTIVAL '05
- 2005年08月14日 - Sky Jamboree 2005 〜愛言葉〜
- 2005年08月19日 - RISING SUN ROCK FESTIVAL 2005 in EZO
- 2005年08月27日 - MONSTER baSH 2005
- 2006年04月30日 - ARABAKI ROCK FEST.06
- 2006年08月19日 - RISING SUN ROCK FESTIVAL 2006 in EZO
- 2006年08月27日 - Sky Jamboree 2006 〜夢模様〜
- 2007年04月29日 - ARABAKI ROCK FEST.07
- 2007年05月27日 - JAPAN STREET CALLING TOUR 2007
- 2007年07月21日 - FACTORY 10th Anniversary 2007 LIVE FACTORY
- 2007年07月27日 - FUJI ROCK FESTIVAL '07
- 2007年08月17日 - RISING SUN ROCK FESTIVAL 2007 in EZO
- 2007年08月26日 - Sky Jamboree 2007 〜遊び心〜
- 2007年10月08日 - MUSIC ON! TV GG07
- 2007年10月09日 - No Regret Life presents "wonderful tonight!! vol.2"
- 2007年10月18日 - NEUSE RECORDS presents STRANGE NIGHT vol.1
- 2007年10月20日 - LAST UP IN SMOKE SPECIAL
- 2012年09月16日 - AIR JAM 2012
- 2012年04月27日 - ARABAKI ROCK FEST.13
- 2013年07月06日 - 京都大作戦2013〜天の川 今年も宇治で見上げな祭〜
- 2013年07月21日 - JOIN ALIVE 2013
- 2013年07月26日 - FUJI ROCK FESTIVAL '13
- 2013年08月14日 - LIQUIDROOM 9TH ANNIVERSARY
- 2013年08月17日 - RISING SUN ROCK FESTIVAL 2013 in EZO
- 2013年08月25日 - Sky Jamboree 2013 〜one pray in nagasaki〜
- 2013年09月22日 - LIVE福島 CARAVAN日本 風とロック芋煮会2013
- 2013年10月26日 - 東京スカパラダイスオーケストラ presents トーキョースカミーティングat福岡
- 2013年10月27日 - HEY-SMITH "Now Album" JAPAN TOUR FINAL SERIES
- 2013年11月04日 - DALLAX 15th anniversary DALLAX VS KEMURI
- 2013年12月15日 - POWER STOCK 2013 in ZEPP SAPPORO
- 2013年12月28日 - COUNTDOWN JAPAN 13/14
- 2014年03月09日 - STUDIO COAST 11TH ANNIVERSARY LIVE "MRF"
- 2014年03月15日 - NO MATTER LIVE 2014
- 2014年03月22日 - BEA × Zepp Fukuoka presents FX2014
- 2014年04月27日 - ARABAKI ROCK FEST.14
- 2014年08月03日 - ROCK IN JAPAN FESTIVAL 2014
- 2014年08月06日 - LIQUIDROOM 10th ANNIVERSARY presents Permanent Vacation
- 2014年08月09日 - 東京スカパラダイスオーケストラ presents 第4回トーキョースカジャンボリー
- 2014年08月24日 - Sky Jamboree 2014 〜one pray in nagasaki〜
- 2014年09月13日 - OSAKA HAZIKETEMAZARE FESTIVAL 2014
- 2014年09月13日 - HAZIKETE 前夜祭
- 2014年10月05日 - MONGOL800 ga FESTIVAL What a Wonderful World!! 13+14
- 2014年11月14日 - NippoN RockS
- 2014年12月27日 - PUNK ROCK THROUGH THE NIGHT SPECIAL Vol.4
- 2014年12月28日 - COUNTDOWN JAPAN 14/15
- 2015年04月26日 - ARABAKI ROCK FEST.15
- 2015年05月09日 - SUMMER CAMP 2015 -The commemorative of 10th event-
- 2015年05月23日 - GREENROOM FESTIVAL '15
- 2015年06月06日 - 頂 -ITADAKI- 2015
- 2015年06月07日 - 百万石音楽祭2015〜ミリオンロックフェスティバル〜
- 2015年06月13日 - STOMPIN'NITE GP BOWL -真我-
- 2015年06月20日 - SATANIC CARNIVAL'15
- 2015年07月18日 - MOONSTRUCK JAMBOREE 2015
- 2015年07月19日 - JOIN ALIVE 2015
- 2015年07月25日 - FUJI ROCK FESTIVAL '15
- 2015年08月09日 - ROCK IN JAPAN FESTIVAL 2015
- 2015年08月23日 - Sky Jamboree 2015 ～one pray in nagasaki～
- 2015年09月05日 - BAYCAMP 2015
- 2015年11月14日 - THE STARBEMS「CLICK OR TREAT 2015」
- 2015年12月02日 - SHANK OF THE MORNING TOUR
- 2015年12月28日 - FM802 ROCK FESTIVAL RADIO CRAZY 2015
- 2016年02月14日 - FEELFLIP & SKALL HEAD presents 『KICK ASS HERO』
- 2016年04月16日 - GO OUT JAMBOREE 2016
- 2016年04月29日 - ARABAKI ROCK FEST.16
- 2016年05月01日 - OKUMA BEACH FEST 2016
- 2016年05月13日 - TOWER RECORDS SAPPORO PIVOT 20th Anniversary NOrth MUSIC, NOrth LIFE. Vol.11
- 2016年05月14日 - SUMMER CAMP 2016
- 2016年06月05日 - 百万石音楽祭 2016～ミリオンロックフェスティバル～
- 2016年06月21日 - YOU GO
- 2016年08月06日 - ROCK IN JAPAN FESTIVAL 2016
- 2016年08月11日・15日 - HEY-SMITH"STOP THE WAR TOUR"
- 2016年08月12日 - RISING SUN ROCK FESTIVAL 2016
- 2016年09月11日 - OSAKA HAZIKETEMAZARE FESTIVAL 2016